# Libor Nowak
Libor Nowak (* 15. prosince 1957 Krnov) je český politik, v letech 2009 až 2010 poslanec Poslanecké sněmovny PČR, v letech 2011 až 2016 zastupitel Moravskoslezského kraje, člen ODS.

## Biografie
V letech 1974 – 1978 vystudoval gymnázium v Krnově, pak v letech 1978 – 1983 stavební fakultu Vysokého učení technického v Brně. V období let 1984 – 1991 pracoval v OSP Bruntál jako stavební mistr, stavbyvedoucí, hlavní stavbyvedoucí a vedoucí stavebního závodu Krnov. Potom se od roku 1991 stal živnostníkem jako spolumajitel a jednatel firmy STAFI CZ.
Je ženatý, s manželkou Lenkou mají dvě děti Martinu a Jiřího. Bydlí v Krnově.
V roce 1997 vstoupil do ODS, jako člen místního sdružení Krnov. Je členem regionální rady ODS Moravskoslezského kraje. V komunálních volbách roku 1998, komunálních volbách roku 2002, komunálních volbách roku 2006 a komunálních volbách roku 2010 byl zvolen do zastupitelstva města Krnov za ODS. Profesně se uvádí k roku 1998 a 2002 jako podnikatel, v roce 2006 coby jednatel společnosti a k roku 2010 jako technik.
Ve volbách v roce 2006 kandidoval do poslanecké sněmovny za ODS (volební obvod Moravskoslezský kraj). Nebyl zvolen, ale do sněmovny usedl dodatečně v září 2009 jako náhradník poté, co rezignoval Karel Sehoř. Působil jako člen hospodářského výboru. Ve sněmovně setrval do voleb v roce 2010. V nich mandát těsně neobhájil.
V krajských volbách roku 2008 kandidoval do Zastupitelstva Moravskoslezského kraje za ODS, ale nebyl zvolen. Zastupitelem se stal v listopadu 2011 jako náhradník poté, co z krajského zastupitelstva odešel Zbyněk Stanjura. Mandát krajského zastupitele obhájil v krajských volbách roku 2012, ve volbách v roce 2016 se mu to však nepovedlo.